# Samoa Americana nos Jogos Olímpicos de Verão de 2012
A Samoa Americana competiu nos Jogos Olímpicos de Verão de 2012, que aconteceram na cidade de Londres, no Reino Unido, de 27 de julho até 12 de agosto de 2012.

## Desempenho

### Atletismo
Masculino
| Atleta         | Evento | Preliminares | Preliminares | Quartas de final | Quartas de final | Semifinais  | Semifinais  | Final       | Final       |
| Atleta         | Evento | Marca        | Posição      | Marca            | Posição          | Marca       | Posição     | Marca       | Posição     |
| -------------- | ------ | ------------ | ------------ | ---------------- | ---------------- | ----------- | ----------- | ----------- | ----------- |
| Elama Fa’atonu | 100 m  | 11s48        | 7º/bat. 3    | Não avançou      | Não avançou      | Não avançou | Não avançou | Não avançou | Não avançou |

### Natação
Masculino
| Atletas   | Evento     | Eliminatórias | Eliminatórias | Semifinal   | Semifinal   | Final       | Final       |
| Atletas   | Evento     | Tempo         | Posição       | Tempo       | Posição     | Tempo       | Posição     |
| --------- | ---------- | ------------- | ------------- | ----------- | ----------- | ----------- | ----------- |
| Ching Wei | 50 m livre | 27s30         | 51º           | Não avançou | Não avançou | Não avançou | Não avançou |

Feminino
| Atletas       | Evento      | Eliminatórias | Eliminatórias | Semifinal   | Semifinal   | Final       | Final       |
| Atletas       | Evento      | Tempo         | Posição       | Tempo       | Posição     | Tempo       | Posição     |
| ------------- | ----------- | ------------- | ------------- | ----------- | ----------- | ----------- | ----------- |
| Megan Fonteno | 100 m livre | 57s45         | 35º           | Não avançou | Não avançou | Não avançou | Não avançou |